# Hôtels Ferrier et Cundier
Pour les articles homonymes, voir Ferrier (homonymie).
Les hôtels Ferrier et Cundier sont deux hôtels particuliers jumeaux et mitoyens, situés au n° 61 et 63 du Cours Mirabeau à Aix-en-Provence, France.

## Construction et historique
Ils furent construits à la fin du XVIIe siècle pour l’orfèvre François Ferrier et pour le géomètre Balthazar Cundier.
Aujourd'hui, ces deux hôtels particuliers servent toujours de logement aux Aixois. Le café du Roy René s'est installé au rez-de-chaussée.

## Autres références
1. ↑  « Les Hôtels Particuliers - Photographies d'Aix-en-Provence », sur guyliegeois.fr (consulté le 9 juin 2023).
2. ↑  (en) « OpenStreetMap », sur OpenStreetMap (consulté le 19 septembre 2020).